# Sturla Voll
Sturla Voll (25 gennaio 1954) è un allenatore di calcio norvegese.

## Carriera
Voll è stato allenatore della compagine femminile del Trondheims-Ørn dal 1997 al 1999. In questo periodo, ha vinto un'edizione della Toppserien (1997) e tre edizioni del Kongepokalen (1997, 1998 e 1999), oltre ad una del campionato nordico (1997).
Nel 2001, è stato scelto per guidare il Levanger, club maschile all'epoca militante nella 3. divisjon. Ha ricoperto l'incarico fino all'estate dello stesso anno. È ritorno al Levanger nel 2005, portando la squadra al 3º posto finale nella 2. divisjon. Alla fine di quella stessa stagione, ha rassegnato le proprie dimissioni.
Successivamente, ha ricoperto l'incarico di assistente di Per Joar Hansen all'Aalesund, ma entrambi hanno lasciato l'incarico ad ottobre 2007.